# Critique de la religion

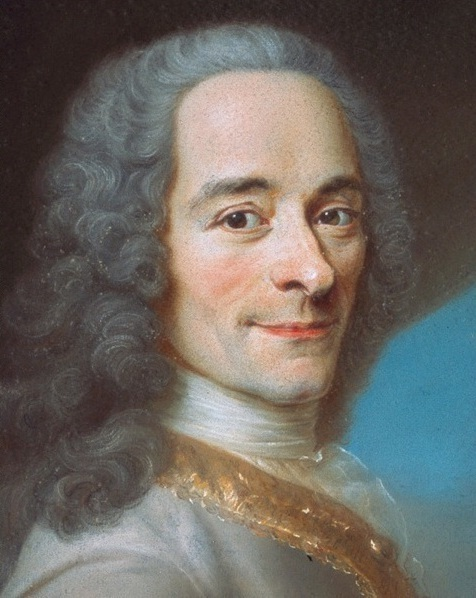
Voltaire, l'un des premiers critiques des excès inspirés par la religion en France, notamment avec son Traité sur la tolérance.

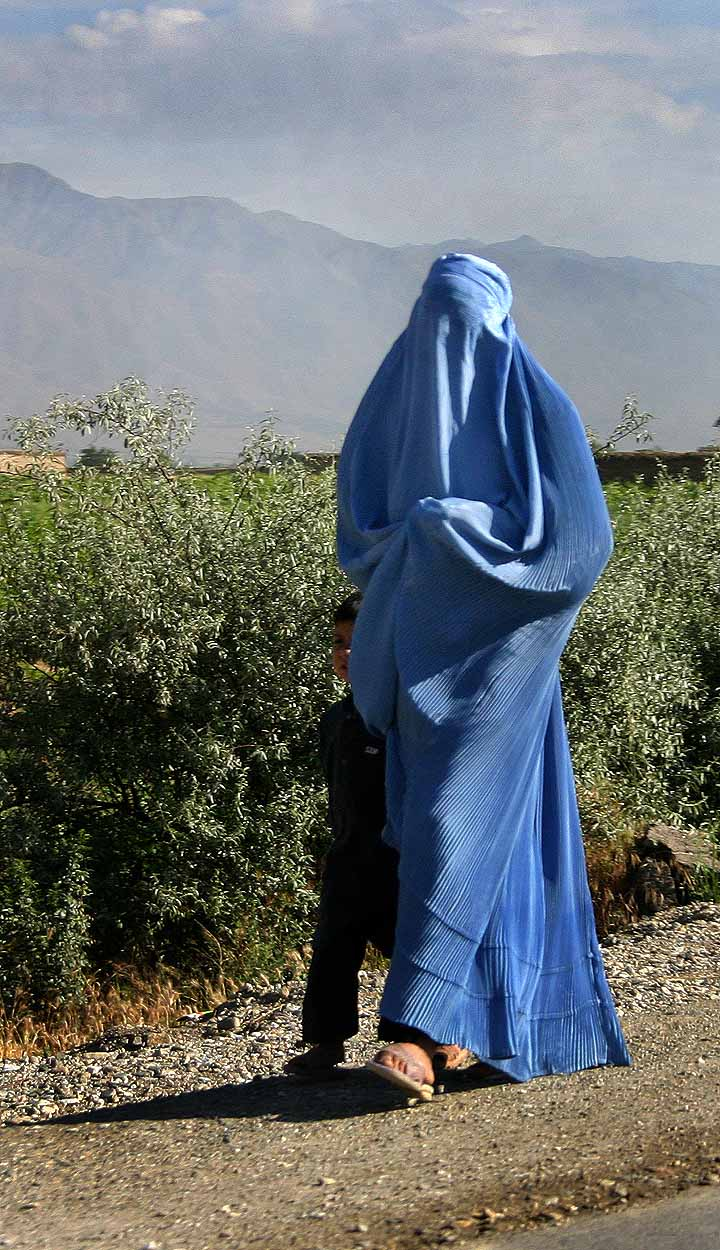
Femme afghane portant la burqa.

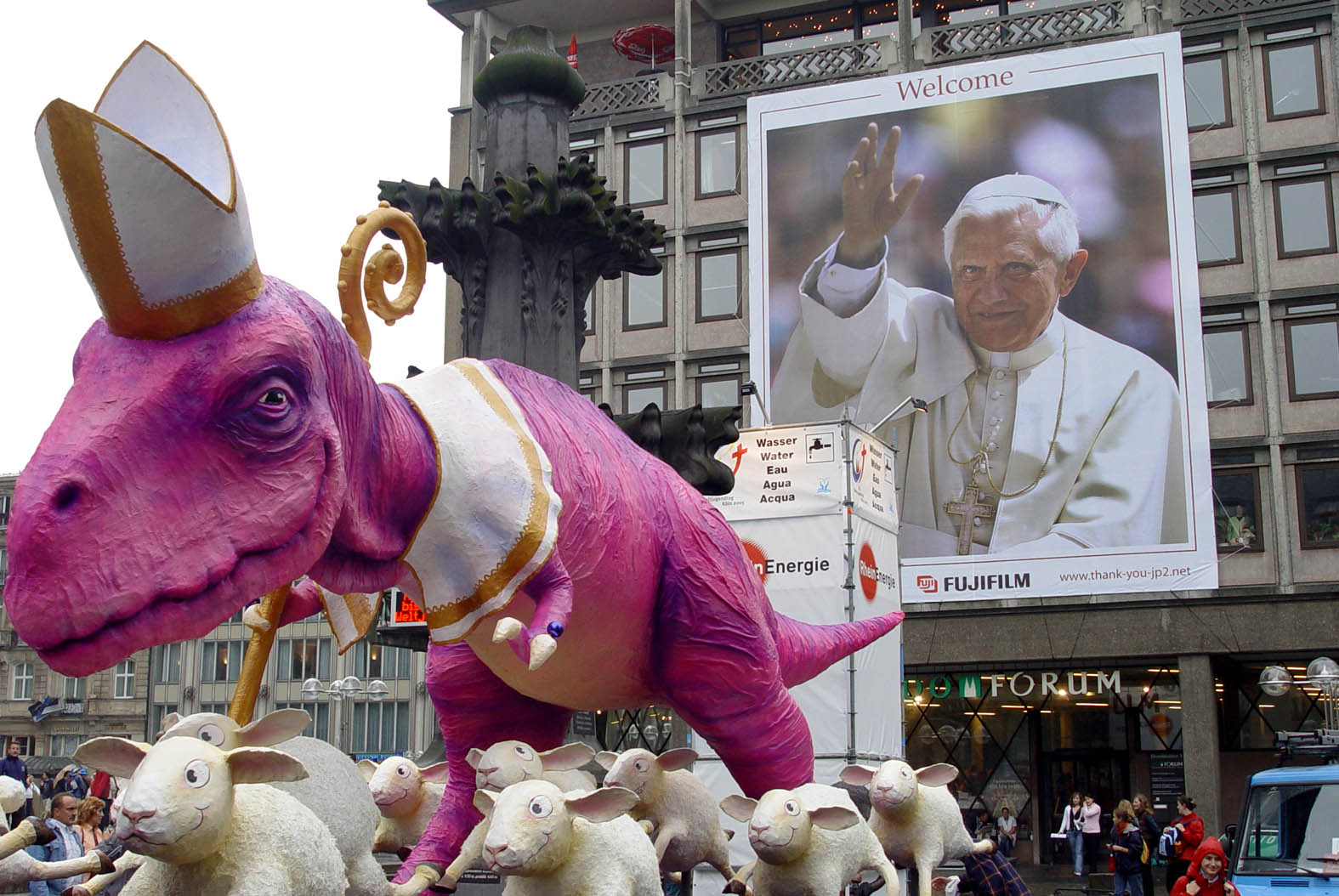
Manifestation anticléricale lors de la visite du Pape en Allemagne en 2005.

La critique de la religion, qui peut émaner tant de la religion elle-même que de milieux sécularisés, remonte à l'Antiquité. Dans l'Antiquité des voix se sont élevées contre la religion, notamment dans l'épicurisme (Bloch 1997, p. 37). En effet beaucoup de religions prétendent détenir la vérité, or les vérités religieuses diffèrent d'une religion à l'autre. Ces antagonismes ont donné lieu à des guerres violentes telles que les Guerres de religion (France). Signalons aussi les conflits iconoclastes qui ont rythmé les différents courants religieux monothéistes. À la fin du Moyen Âge certains critiques sont sortis du cadre théologique. Au XVIIe siècle puis au XVIIIe siècle, l'idée de l'athéisme et des critiques frontales du clergé commencèrent à se développer, notamment sous l'influence des Lumières. Elle se poursuit au XIXe siècle, par le développement des sciences et de la philosophie qui remettent en cause le bien-fondé de la métaphysique et la recherche d'une cause première. En parallèle des critiques littéraires, philosophiques ou scientifiques, des mouvements politiques se sont opposés au poids des Églises et du clergé pour la société prenant parfois des formes virulentes d'anticléricalisme. Notons que la science ne critique pas directement les divinités car elles lui sont inaccessibles ; mais remet en cause les explications religieuses de leurs manifestations aux hommes.

## Quelques critiques dans leur contexte historique

### Antiquité

#### Dans le monde grec
Avec le développement de la philosophie et de la science, les penseurs grecs ont opposé la raison à la croyance, la connaissance à l'ignorance, le monde des idées au monde des dieux.
La mort de Socrate est un événement marquant dans l'histoire de l'humanité.
Socrate, philosophe athénien du Ve siècle av. J.-C., fut accusé de pervertir les valeurs morales traditionnelles, de ne pas croire aux dieux de la cité. Socrate refusa de se rétracter et mourut pour ses idées (pour plus de détails voir procès de Socrate).
Le philosophe, poète et homme politique grec Critias pense que la religion est la création d'un homme rusé pour dompter les hommes méchants.

#### Dans le monde romain
La religion était perçue comme un outil politique pour réguler la vie de la cité. Ainsi Plutarque raconte comment les premiers rites de la religion romaine et la constitution originelle des prêtres furent établis par Numa Pompilius pour pacifier le peuple romain au comportement belliqueux. Par ailleurs Rome était relativement tolérante envers les autres croyances. Cicéron disait « chaque cité a ses dieux, et nous, les nôtres ». « La « religio » c'est la justice envers les dieux et envers les morts ».
Dans le De natura rerum, Lucrèce écrit : « Alors qu'aux yeux de tous l'humanité traînait sur terre une vie abjecte, écrasée sous le poids d'une religion dont le visage, se montrant du haut des régions célestes, menaçait les mortels de son aspect horrible, le premier un Grec, un homme, osa jeter ses yeux mortels contre elle et contre elle se dresser » (Lucrèce 2002, vers 62-67 du chant I).
    « Tant la religion put conseiller de crimes ! »

« Quelle cause, se demande Lucrèce, a répandu parmi les grandes nations l’idée de la divinité, a rempli d’autels les villes, et fait instituer ces cérémonies solennelles dont l’éclat se déploie de nos jours ? »

L’ignorance et la peur, répond-il. Il fallait expliquer ce qu’on ne comprenait pas :
  « En ces temps éloignés, les mortels…

    ... observaient aussi le mouvement des astres,

    Le retour des saisons, dans un ordre immuable,

    Qu’ils ne pouvaient en rien expliquer par leurs causes.

    Leur seul recours fut donc d’attribuer tout aux dieux,

    De tout interpréter comme un signe divin.

    …

    Ô race infortunée des hommes, qui prêta

    Aux dieux de tels pouvoirs, d’effrayantes colères !

    Que de gémissements pour vous, pour nous combien

    De souffrances, pour nos enfants combien de larmes ! »

#### Dans le monde chinois
Dans ses mémoires historiques de l'histoire de Chine, Sima Qian analyse les rites religieux de son époque. Il observe que tous les rites sont inspirés par la nature de l'homme.

### Critique des idoles
La Bible contient de nombreux passages critiquant les cultes idolâtres. Dans le Nouveau Testament le rabbi Jésus s'en prend aux pratiques rituelles de ses contemporains.

### XVIIesiècle
Au XVIIe siècle les penseurs sont profondément croyants. Les critiques se concentrent donc essentiellement dans le domaine théologique. Leibniz défend l'idée de la justice de Dieu ou théodicée : les malheurs du monde sont nécessaires à son harmonie globale. Avec la publication de son Traité théologico-politique, Spinoza veut affranchir les hommes des dogmatismes et préjugés théologiques et prône la liberté de philosopher. Il ne réfute pas la Bible mais l'éthique et les pratiques religieuses que les hommes en tirent.
Ardent défenseur du système de Nicolas Copernic (héliocentrisme), Galilée s'est heurté à de vives critiques émanant des partisans du géocentrisme ainsi qu'à celles de l'Église catholique romaine. Le Ciel était considéré comme le domaine de Dieu et par là immuable. Or des découvertes techniques telles que la lunette astronomique et des observations de plus en plus précises du ciel bouleversent les dogmes de l'église. L'Église catholique romaine jugea Galilée et censura sa thèse.
En France, un conflit théologique oppose les Jansénistes aux Jésuites. Dans Les Provinciales, Pascal dénonce la casuistique accommodante des Jésuites. Directement inspiré par Les Provinciales, Molière avec Tartuffe signe un chef-d’œuvre dénonçant l'hypocrisie du dévot.

### XVIIIesiècle
L'Encyclopédie de Diderot est certainement la plus complète, la plus vive et la plus incisive critique de la religion au XVIIIe siècle tant l'opposition de l'Église catholique romaine à sa publication fut forte et constante, ne capitulant qu'après l'expulsion des Jésuites du territoire français.
En matière de critique de la religion, Voltaire est la figure des Lumières la plus connue. Pour autant, Voltaire n'est pas athée mais revendique l'existence d'un Être suprême (voir déisme). De même Robespierre, qui fut un acteur important de la Révolution française et critique subtil de l'Église catholique, n'était pas sans foi. Robespierre n'a jamais caché sa foi, commune à l'époque, en un Être suprême. Le déisme postule l'idée d'un Dieu créateur mais refuse l'ensemble des rites de dévotions que les différentes religions imposent aux hommes. Pour les déistes, les religions sont simplement des institutions politiques créées par les hommes pour assurer la cohésion sociale et l'ordre dans la société. Pour les déistes, Dieu ne peut être appréhendé par la pensée scientifique et rationnelle des hommes. Il s'agit d'une entité impalpable qui transcende les capacités de perception de l'humanité.
Les penseurs anglais sont aussi critiques. David Hume, tout en prétendant préserver sa foi chrétienne, rejette la théologie et les miracles. De même Isaac Newton rejette le dogme de la Trinité chrétienne. Cependant ses nombreuses découvertes scientifiques renforcent sa croyance dans l'existence d'un Dieu créateur (pour plus de détails voir Conceptions religieuses d'Isaac Newton).
En Allemagne, l'Aufklärung kantien, en affirmant que l'homme peut par lui-même et sans se référer à l'autre agir moralement, porte en lui une critique de la religion qui est souvent l'expression du regard d'un autre.
La Révolution française s'inscrit dans cette vision, supprimant la monarchie de droit divin, la dîme et écartant l'Église de la gestion de l'État.

### XIXesiècle
Avec le renouveau de la philosophie et des sciences, de nombreux auteurs en Europe critiquent ouvertement la religion et plus particulièrement les religions chrétiennes.
En France, Auguste Comte conteste les principes métaphysiques qui guident la pensée religieuse et qui semblent entrer en contradiction avec les principes de la pensée scientifique, qui lui devrait être seule à guider les hommes vers la vérité, voir Positivisme. En Allemagne, Ludwig Feuerbach dénonce lui aussi les illusions de la religion. En Angleterre, Charles Darwin, voir pour plus de détails l'Opinion de Charles Darwin sur la religion, renia sa foi à l'aune de ses découvertes scientifiques.
Pour Karl Marx, «la critique de la religion est le fondement de toute critique». Une formule devenue célèbre résume sa position sur la religion : « C'est l'opium du peuple ». De façon encore plus radicale, Friedrich Nietzsche développe une critique extrême de la religion, et plus précisément du christianisme, avec son annonce de la « mort de Dieu » ou en critiquant Jésus.
Toutes les critiques de la religion ne sont pas aussi catégoriques. Léon Tolstoï est un écrivain qui a pris la parole pour répandre sa foi en la parole du Christ mais qui souhaite aussi libérer le peuple des superstitions tout en préservant les rites établis qui servent de soutien au plus grand nombre.

### XXesiècle
Sigmund Freud introduit dans la critique de la religion une perspective scientifique, en développant une approche psychanalytique du fait religieux. Freud partage l'idée de nombreux penseurs et philosophes que la religion est une illusion. Cependant l'explication qu'il propose du rôle et de la fonction de la religion et autres croyances est différente de la métaphore vindicative et négative de Marx. Il affirme le caractère artificiel de la religion mais lui attribue une fonction positive apaisante pour l'âme.
Bertrand Russell proposa une critique systématique de la religion dans son œuvre et plus particulièrement dans son essai Science et Religion : « Quel que soit le savoir accessible, il doit l'être par des méthodes scientifiques. Ce que la science ne peut connaître, l'homme ne le peut ». « Une religion purement personnelle, aussi longtemps qu'elle s'écarte des affirmations que la science pourrait infirmer, peut survivre dans l'âge scientifique le plus avancé ».
Simone Weil, philosophe mystique touchée par les malheurs du monde, dénonce, malgré son attachement à la parole du Christ et sa foi en Dieu, les abus de pouvoir de l'Église.

### XXIesiècle
La question de l'existence de Dieu reste une problématique centrale. La parole de physicien comme Stephen Hawking est largement médiatisée et débattue. Dans son dernier ouvrage il écrit « La question est : est-ce que la façon dont le monde a commencé fut choisie par Dieu pour une raison que nous ignorons, ou est-ce déterminé par une loi scientifique ? Je crois dans la seconde (hypothèse) ». « L'univers le peut et il s'est créé lui-même de rien ».

## Anticléricalisme

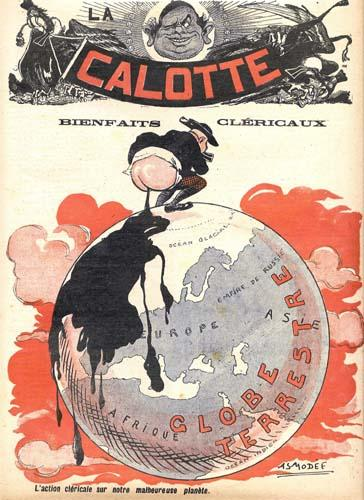
« L'action cléricale sur notre malheureuse planète », illustration du journal La Calotte (Asmodée, 1908).

L'anticléricalisme est une idéologie qui refuse ou se montre très critique envers toute forme de présence ou d'ingérence du clergé, dans l'organisation de la vie publique. D'après Françoise Marcard, l'anticléricalisme s'oppose au cléricalisme. « Sachant qu'il y a présomption de cléricalisme chaque fois que le fait religieux transgresse les frontières du terrain dit temporel ».
L'anticléricalisme insiste sur la nécessaire séparation du religieux et du profane, réclame l'indépendance absolue de l'État à l'égard des Églises et postule la liberté de conscience individuelle. Autour de ce noyau dur de convictions, l'anticléricalisme évolue en relation étroite avec le cléricalisme qu'il combat et d'une façon plus large avec la religion.
Selon l'historien et politologue René Rémond : « L'anticléricalisme comporte un élément irréductible et qui est une défiance, peut-être une aversion insurmontable pour toute Église. Si peu clérical que le fait religieux puisse devenir, il gardera toujours de quoi irriter, inquiéter ou susciter l'anticléricalisme. Il y a donc lieu de considérer que l'anticléricalisme constitue un facteur durable du champ des idéologies ».
Pour Jean-Marc Schiappa dans son Histoire de la libre-pensée (2011), le terme clérical utilisé depuis 1848, contemporain à l'apparition de la libre pensée organisée et entendu par les protagonistes renvoie à la volonté de l'Église d'imposer sa volonté politique. Le cléricalisme c'est la volonté politique d'organiser la société, donc l'État, par ou autour d'une ou plusieurs religions (qu'il y ait un clergé ou pas ne change rien à l'affaire). L'anticléricalisme, c'est l'inverse. C'est la volonté d'organiser la société séparément des religions. Voilà pourquoi l'anticléricalisme adhère aux grands principes qui définissent la conception de la laïcité. L'anticléricalisme est le moyen, la laïcité est le but.

## Situation contemporaine
Dans la plupart des pays démocratiques modernes, la critique politique de la religion n'est plus vraiment d'actualité, le projet ayant été largement accompli : la politique est aujourd'hui largement sécularisée. [source insuffisante]
Il reste la critique scientifique. Celle-ci puisait sa source dans le rejet de la position de l'Église catholique romaine sur l'affaire Galilée, pour laquelle l'Église a fait acte de repentance en 1992.
Tandis que certains auteurs insistent sur l'irréductible incompatibilité entre science et religion, d'autres affirment la possibilité d'une convergence de la science et de la religion.
Aujourd'hui, la critique scientifique cherche en particulier à répondre aux mouvements fondamentalistes pouvant défendre des positions créationnistes, surtout aux États-Unis. L'Église catholique romaine, rejetant d'abord le darwinisme au XIXe siècle l'admit ensuite à titre d'hypothèse (ce qui permit au jésuite Teilhard de Chardin de travailler sur son système propre), puis comme davantage qu'une hypothèse sous Jean-Paul II. Elle évite toute interprétation littérale de la Genèse, et ne comporte de ce fait pas de courants créationnistes. Plus généralement la zététique propose une étude rationnelle et scientifique des phénomènes qualifiés de surnaturels, qui peuvent n'être soit pas surnaturels (mais juste mal expliqués sur le moment), soit pas des phénomènes du tout.
Il est important de noter que tous les conflits n'ont pas pour cause une différence de croyance religieuse. Au contraire, le partage d'une même foi n'empêche pas les pires horreurs. Par exemple lors du génocide au Rwanda, Hutu et Tutsi sont d'obédience catholique. Il en allait de même des protagonistes, Anglais et Français, de la Guerre de Cent Ans.
Au XXe siècle, dans une Europe de plus en plus sécularisée, des personnes ecclésiastiques dénoncent le développement de l'athéisme et la perte de la foi.

### Situation contemporaine et islam
L'Union européenne compte environ 16 millions de musulmans, en 2007. La grande majorité des musulmans en Europe occidentale sont des immigrants, ou descendant d'immigrants, arrivés dans les années 1960 et 1970. La pratique de la religion islamique de plus en plus prégnante dans les pays européens entraîne des attitudes d'hostilité, de refus et même de confrontation de la part d'une partie des populations, souvent attisées, de part et d'autre, par des opportunismes politiques ou idéologiques,. La compatibilité de l'islam avec les institutions démocratiques fait par ailleurs débat.